# ジャーマン・スポーツ・ガンズ
ジャーマン・スポーツ・ガンズ（German Sport Guns GmbH, GSG）は、ドイツの銃器メーカーである。スポーツ射撃やプリンキング（趣味の範疇での射撃）向けの小口径銃を主に設計・製造している。GSG社の製品はほとんどが有名な銃器の外見を模したものだが、.22ロングライフル弾のような低威力弾を使用している為、モデルとなった銃器に比べて法的な規制を受けにくい。
銃器のほか、エアソフトガンや空気銃、アウトドア用品、護身用品などの製造も行っている。

## 主な製品
- GSG-5 - MP5短機関銃を模した製品[2]。ヘッケラー&コッホからの訴訟を受け、細部のデザインを改めたGSG-522に生産が切り替えられた。
- GSG AK-47 - AK-47突撃銃を模した製品[3]。GSG社は本銃の生産についてミハイル・カラシニコフから正式にライセンスを得ており、2007年には視察の為にカラシニコフ本人がGSG社を訪問している[4]。
- GSG-1911 - M1911拳銃を模した製品[5]
- GSG-StG 44 - StG44突撃銃を模した製品[3]
- SIG SAUER MOSQUITO - P226拳銃のミニチュアモデル（ライセンス生産）

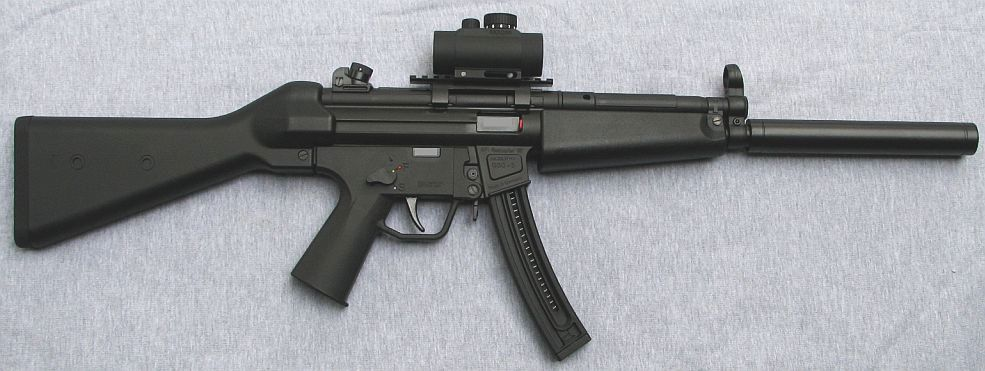
GSG-5
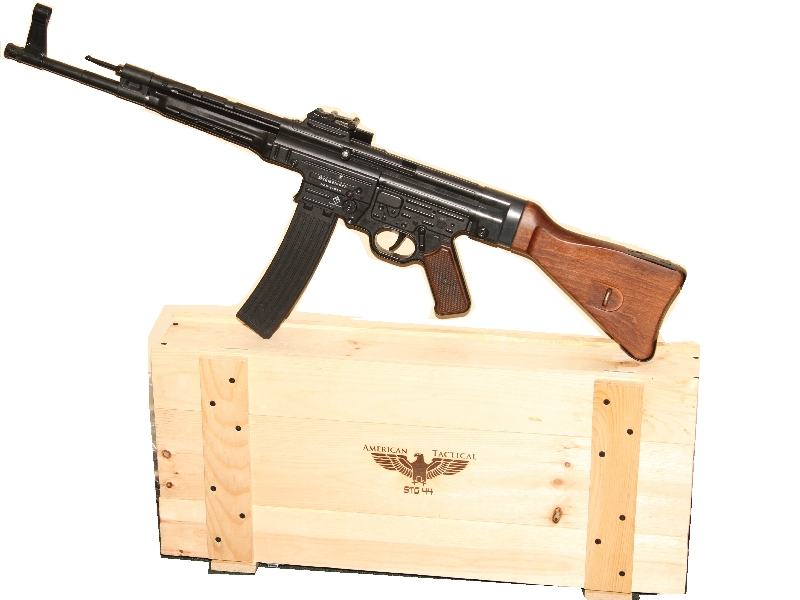
GSG-StG 44
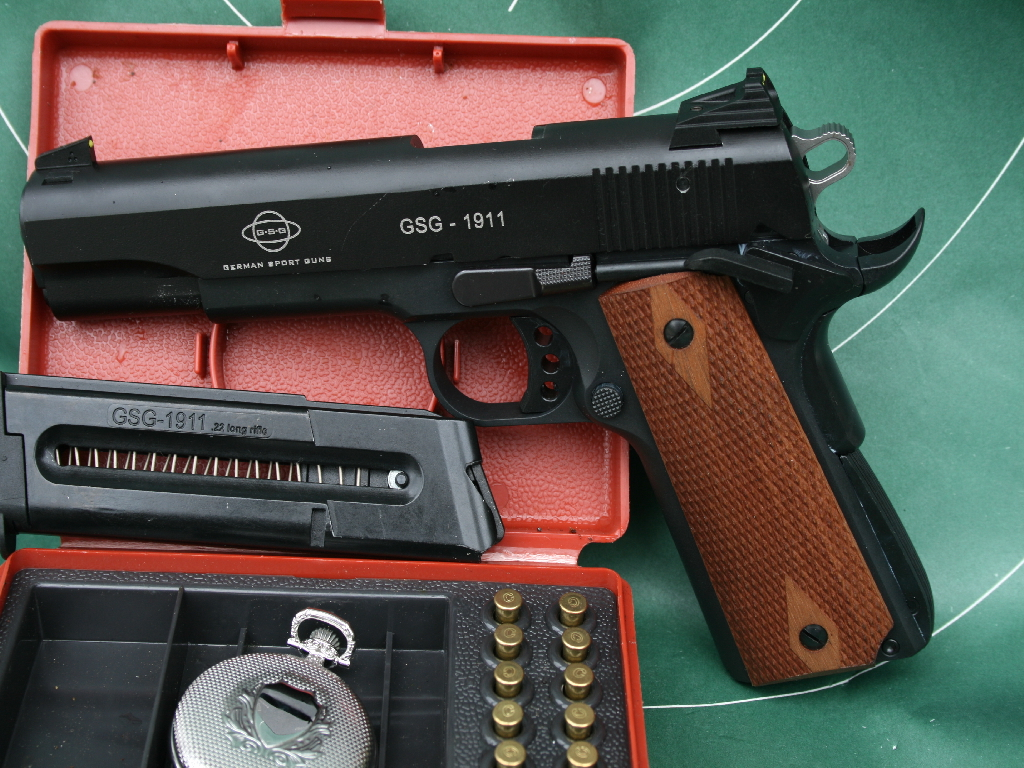
GSG-1911